# خط اصلی برایتون
خط اصلی برایتون (به انگلیسی: Brighton Main Line) یکی از خطوط راه‌آهن در کشور انگلستان است.
این خط از شهر لندن شروع شده و در شهر برایتون اند هوو به پایان میرسد.